# Eduard Alcoy i Lázaro
Eduard Alcoy y Lázaro  ( Barcelona, 5 de febrero de 1930 - Mataró, 18 de junio de 1987 ) fue un pintor catalán .

Els punts de partida, les fonts d'inspiració de la pintura d'Alcoy són visibles i, penso jo, envejables. Tanmateix els resultats aconseguits revelen ben distintament una personalitat original plena, rica d'humanitat i d'ofici, d'una imaginació i de bon gust, de sensibilitat, d'intenció i, si cal, d'ironia. Voleu un bagatge més complet per a un pintor d'ara i de tots els temps?... I la seva obra arriba precisament al seu zenit avui que la marea d'una pintura mecànica, fotogràfica, publicitaria sense objecte i, al capdavall, erta que envaïa les nostres sales, es comença a perdre pels corredors de la gratuïtat i la insignificança. Per això, avui, l'obra ja tan madura d'Alcoy, podria ser, a més a més, una bandera...
Joan Oliver (Pere Quart)catàleg de l'exposició Alcoy a la Sala Gaudí, Barcelona, 1974

## Biografía
[[Fitxer:Retrat_hernandez.jpg|izquierda|miniaturadeimagen| Retrato de Eduard Alcoy hecho por Joan Hernàndez Pijuan, 1957, colección particular]]
En 1950 realizó la primera exposición colectiva en la Sala Pino de Barcelona, en una etapa en la que formó parte del grupo Inter-Nos. En 1955, la primera exposición individual le llevó al Museo Municipal de Mataró, y antes de finalizar el año ya se había producido su entrada en la no figuración y se convertía en miembro fundador del Grupo SíLEX. En estos tiempos (1956-57) inició una nueva etapa de trabajo en la agencia publicitaria ZEN, en Barcelona. En 1957 recibió la Medalla Miguel Lerin de la Cámara Barcelonesa de Arte (Premios Juan Gris ) y  fundó, junto con Hernández Pijuán, Rovira-Brull y Carles Planell el Grupo Sílex. En 1958 se casó en Barcelona con Milagro Pedrós y Vives. Del matrimonio nacieron cinco hijos. En 1959, junto con Subirachs, creó la Escuela de Barcelona.Realizó exposiciones por todo el mundo con los informalistas españoles. Entre 1930 y 1966 vivió en Barcelona. En 1963 cerró su etapa no figurativa con el abandono definitivo del informalismo que llevó aparejado un evidente silencio expositivo entre 1963 y 1965, que acabó rompiendo con una exposición individual en Mataró en febrero de 1966. Hacía ya algunos meses que trabajaba en Mataró en las gráficas Tria, trabajo que mantuvo hasta 1970. 
Su traslado a la ciudad se produjo en junio de 1966. Hasta julio de 1974 tenía casa y estudio en la calle de la Riera, mientras que a partir de 1974 su residencia y lugar de trabajo se ubicaron ya definitivamente en la calle Barcelona núm. 34. En 1970 abandonó los trabajos publicitarios y el diseño gráfico para dedicarse exclusivamente a la pintura. Era la época de los primeros contactos con marchantes y galeristas italianos, de sus idas a Turín y de la ampliación de su campo artístico (nuevas gráficas, primeras joyas y esculturas, pirografías, etc.). ). Amigo de Vázquez Montalbán, Alcoy expuso en 1971 en la Sala Davico de Torino y en 1972 en la Sala Gaudí de Barcelona . En 1974 recibió el Primer Premio ciudad de Balaguer por la obra "Proceso a la bruja" Archivado el 4 de julio de 2015 en Wayback Machine. . En 1976 elaboró una exposición retrospectiva (1973-1976) en Sala Gaudí de Barcelona, que hoy posee la mayor parte de su obra, y en 1980 una amplia antológica en Mataró, que recoge su obra desde 1947. El 18 de junio de 1987 murió prematuramente en Mataró, víctima de una grave enfermedad.

## Obra[4][5]
centro|marco| Yellow Dog Blues . Barcelona 1955 Óleo sobre lienzo 70 x 195 cm, por Eduard Alcoy, colección particular
centro|miniaturadeimagen|916x916px| Por orden, de izquierda a derecha: Hambre, Guerra, Peste y Muerte . Los Cuatro Jinetes del Apocalipsis, 1971-1972
- Y Medalla Miguel Lerin de la Cumbre Barcelonesa de Arte (Premios Juan Gris 1957)
- IV Salón de Jazz de Barcelona. (Primer premio de acuarela. 1957).
- Medalla a los expositores españoles en la III Bienal de Alejandría.
- Primer Premio de Pintura de Granollers (1959).
- Premio Ciudad de Balaguer (1974).
- Premio Artesport 70, Bilbao.
- Premio "Paisajes Cardíacos", concurso organizado por Bayer, AG (Alemania).

1. ↑  Gran Enciclopedia Catalana (ed.). «Eduard Alcoy i Làzaro». l'Enciclopèdia (en catalán). Barcelona.
2. ↑  «Obres Eduard Alcoy».
3. ↑  Eduard Alcoy a gaudifondarte
4. ↑  Biografia a latinamericanart.com
5. ↑  Eduard Alcoy a pinterest.com

- AGUILERA CERNI, V., "Eduardo Alcoy", Cuadernos de Arquitectura, núm 43, 1960.
- Alcoy i Pedrós, Rosa (1988). «Eduard Alcoy "formal" i "informal" (primeres cròniques d'una pintura festiva).». D'art (Universitat de Barcelona) (Núm. 14): p. 119-141. ISSN 1579-2641. Consultado el 24 febrer 2014. En
- ALCOY, Rosa Arxivat    (decir. ), Eduard Alcoy, Arte, artificio y realidad (1945 - 1987), catálogo, Mataró, Patronato Municipal de Cultura., 1999.
- ALCOY, Rosa Eduard Alcoy en Mataró, pinturas y dibujos (1966 -1987), Mataró, Premio Iluro de monografía histórica, Caja de Ahorros Layetana, 2000 .
- CABALLERO BONALD, JM, "El retablo de las maravillas de Eduardo Alcoy". Centro Difusor de Arte Kandinsky, Madrid, febrero de 1977.

- Sitio web oficial
- Fotos de quadres d'Eduard Alcoy Archivado el 20 de marzo de 2017 en Wayback Machine. Arxivat 2017-03-20 a Wayback Machine. a artodyssey

- Datos: Q11918037
- Multimedia: Eduard Alcoy / Q11918037